# 工藤貴宏
工藤 貴宏（くどう たかひろ）は、自動車ライター。日本自動車ジャーナリスト協会（AJAJ）会員、日本カー・オブ・ザ・イヤー選考委員。

## 来歴
1976年長野県生まれ。車好きが高じて大学在学中から自動車雑誌編集部でアルバイトを開始。1998年、大学卒業後に月刊新車専門誌「XaCAR」編集部に勤務。その後、編集プロダクションや電機メーカーを経て、2005年からフリーの自動車ライターとして独立。新車紹介、使い勝手やバイヤーズガイド、国内外のモーターショーの紹介など、広く雑誌やWEBに執筆している。執筆媒体は「モーターファン別冊新車速報シリーズ」（使い勝手チェック及びバイヤーズガイド担当）、「ガルヴィ」（新車紹介記事担当）、「カーグッズマガジン」、「RESPONSE」、「＆GP」、「goo-net.com」、「gazoo.com」、「くるまのニュース」、「clicccar」など。国産車を中心に新車から中古車まで幅広く原稿を手掛ける。常に心がけていることは「そのクルマは誰を幸せにするのか？」車両とユーザーとの最適なマッチングについてのガイドを行っている。
スポーツカー好きで、人生最初に運転した車はR30型スカイラインのTI。スポーツカーが好きだけど、ミニバンや軽自動車も得意。日本自動車ジャーナリスト協会（AJAJ）会員、日本カー・オブ・ザ・イヤー選考委員。

### 所有した車
S13型シルビア（初めて所有）→S15型シルビア→アコードワゴン→ポルシェ・ボクスターS（10年間）→プレマシー　→現在：ルノー・ルーテシアR.S.トロフィー ホットハッチとディーゼルのSUV CX-5とHonda S660。